# Lauren Kitchen
Lauren Kitchen, née le 21 novembre 1990 à Armidale, est une coureuse cycliste professionnelle australienne membre de l'équipe FDJ-Nouvelle Aquitaine-Futuroscope. 

## Biographie
Elle est détectée en 2004. Elle est ensuite entraînée par Kevin Fletcher et Graham Seers Lauren. Chez les juniors, elle fait partie de l'équipe Real Aussie Kids. Elle est sélectionnée en 2007 et 2008 pour les championnats du monde juniors. Cette dernière année, elle remporte également titre national de sa catégorie, puis se brise le bassin.
Elle commence à étudier la gestion à l'université de Nouvelle-Galles du Sud en 2009. Elle reçoit une bourse de l'Australian Institute of Sport (AIS) et est régulièrement sélectionnée en équipe nationale.
En 2012, elle rejoint l'équipe Stichting Rabo Women de Marianne Vos. L'année suivante, elle court pour Wiggle Honda et participe aux championnats du monde. En 2014, elle intègre l'équipe Hitec Products, mais souffre la plus grande partie de l'année d'une endofibrose artérielle.

### 2015
Sur l'épreuve en ligne des championnats du monde, elle prend l'échappée de neuf coureuses qui part à quarante kilomètres de l'arrivée. La Polonaise Malgorzata Jasinska  s'extrait du groupe dans le dernier tour. Une fois reprise, Lauren Kitchen contre et est accompagnée de l'Italienne Valentina Scandolara. Elles sont reprises au pied de la première ascension du circuit.

### 2021
Le 20/06/2021, elle annonce mettre fin à sa carrière 

## Palmarès sur route

### Par années
- 2008
  -  Championne d'Australie sur route juniors
- 2009
  - 10e du championnat d'Océanie sur route
- 2011
  -  Championne d'Australie du critérium
  -  Championne d'Australie du contre-la-montre espoirs
- 2012
  - 2e du championnat d'Australie du contre-la-montre espoirs
  - 3e du championnat d'Australie du critérium espoirs
- 2013
  -  Championne d'Australie du critérium espoirs
- 2014
  - 2e du championnat d'Australie sur route
  - 3e du championnat d'Australie du critérium
- 2015
  -  Championne d'Océanie sur route
  - 2e étape du Tour de Thaïlande
  - Tour d'Overijssel
  - Tour de l'île de Zhoushan
    - Classement général
    - 2e étape

  - 2e du championnat d'Océanie du contre-la-montre
  - 2e du Tour de Thaïlande
  - 3e du championnat d'Australie du critérium
  - 10e de l'Open de Suède Vårgårda (Cdm)
- 2016
  - 2e du 7-Dorpenomloop van Aalburg
  - 2e du Trofee Maarten Wynants
  - 3e du Santos Women's Tour
  - 9e des Strade Bianche
- 2018
  - Grand Prix d'Isbergues
  - La Picto-Charentaise
  - 2e du championnat d'Australie sur route
  - 3e du Samyn des Dames
- 2019
  - 2e de La Picto-Charentaise
- 2020
  - 3e du Grand Prix d'Isbergues

### Classements mondiaux
| Année                                 | 2009 | 2010 | 2011 | 2012 | 2013 | 2014 | 2015 | 2016 | 2017 | 2018 | 2019 | 2020 |
| ------------------------------------- | ---- | ---- | ---- | ---- | ---- | ---- | ---- | ---- | ---- | ---- | ---- | ---- |
| Classement UCI                        | 318e | nc   | 235e | 328e | 75e  | 258e | 26e  | 52e  | 152e | 102e | 254e | 195e |
| UCI World Tour                        |      |      |      |      |      |      |      | 39e  | 120e | 108e | 145e | 106e |
|                                       |      |      |      |      |      |      |      |      |      |      |      |      |
| Légende : nc = non classéSource : UCI |      |      |      |      |      |      |      |      |      |      |      |      |